# Чобанкьой
Вижте пояснителната страница за други значения на Чобанкьой.
Чобанкьой или Чобан (на гръцки: Συκορράχη, Сикорахи) е село в Република Гърция, дем Дедеагач (Александруполи), област Източна Македония и Тракия с 309 жители (2001).

## География
Селото е разположено в историческата област Западна Тракия на 7 километра южно от Шапчи, на железопътната линия Дедеагач (Александруполи) – Гюмюрджина (Комотини).

## История
В XIX век Чобанкьой е българско село във Ференската кааза в Одринския вилает на Османската империя. Според „Етнография на вилаетите Адрианопол, Монастир и Салоника“, издадена в Константинопол в 1878 година и отразяваща статистиката на населението от 1873 година, Чобанли (Tchobanli) има 200 домакинства и 984 жители българи.
След 1894 година в селото под влияние на съседното Калайджидере (Каситера) започва откъсване на българското население от гърцизма и признаване на Българската екзархия.
Учителят Димитър Киречиев пише:
| „ | През 1902 г. бях назначен за учител в Чобанкьой, гдето намерих населението раздвоено на екзархисти и патриаршисти с български, свещеник и учител. Свещеник бе поп Георги Антонов, родом от Одринско, който на младини бил хайдутин от типа на старите български хайдути, а впоследствие бил ръкоположен за свещеник. Залазил обаче хайдутоките си нрави и качества — храброст, смелост, неустрашимост и пр. Патриаршистите в селото бяха малцинство, но водачите и крепителите им бяха богати гърци, женени за местни българки. На страната им имаше и двама-трима чорбаджии българи. Заварих в черквата да се пее български и гръцки. По гръцки пееше българин чорбаджия, патриаршист. Опитахме се със свещеника да го отклоним от тая му служба, но като не се отказа от гръцкото си певчество, решихме малко по малко да късаме от листовете от гръцките църковни книги, та да няма на какви книги по гръцки да чете. До моето отиване в Чобанкьой районна чета не бе идвала. Аз поставих началото на революционната организация и образувахме комитет. За председател на комитета се постави младежът Курти Матев Киречиев, а за съветници се избраха: Запрян Николов, родом от с. Съчанли, но женен и заселен в Чобанкьой, и Киро Радев, 20 годишен, син на Ради чорбаджи, който бе влиятелен българин, но патриаршист. Впоследствие по настояване на сина му той мина към страната на екзархистите, макар, че зет му бе грък от Ортакьой. След моето напущане на селото през лятната ваканция то било посетено от районната чета. През същото лято на 1903 г., мисля на 13 август ст. ст., един четник Киряк Килев от с. Еникьой, Ксантийско, поставил и възпламенил динамит под релсите на железопътната линия между гарите Чобанкьой и Кюсемеджит. Така избухна после аферата, която засегна и мен. Смятам, че бях предаден от Чобанкьой като основател на комитета там. | “ |

| Църковно-училищни и революционни дейци             | Църковно-училищни и революционни дейци                |
| Име                                                | Бележка                                               |
| -------------------------------------------------- | ----------------------------------------------------- |
| 1. Куртю Матев \|осъден на смърт в 1903 г.\|       |                                                       |
| 2. Запрян Николов \|осъден на смърт в 1903 г.\|    |                                                       |
| 3. Вълчо Стойчев \|осъден на 15 г. затвор\| учител |                                                       |
| 4. Стою Стайков \|осъден на 15 г. затвор\|         |                                                       |
| 5. Паско Кирев                                     | арестуван след атентата в 1903 г., полудял в затвора  |
| 6. Киро Паскалев                                   | син на Паско Кирев, арестуван след атентата в 1903 г. |

Според статистиката на професор Любомир Милетич в 1912 година в селото има 40 екзархийски български семейства.
На 22 февруари 1923 г. жители на селата ЧобанкьоЙ и Калайджи дере са отведени под усилена стража от гръцки военни на заточение по егейските острови.

## Личности
Родени в Чобанкьой
- Мара Михайлова (1901 - 1989), българска журналистка